# 鈴木茂晴
鈴木 茂晴（すずき しげはる、1947年(昭和22年)4月17日 - ）は、大和証券グループ本社名誉顧問。京都府京都市出身。日本証券業協会会長、大和証券代表取締役会長等を歴任。慶應義塾評議員。娘はタレント・歌手の鈴木凛。

## 略歴
- 1947年(昭和22年)4月17日 - 京都府京都市にて生まれる。
- 1966年(昭和41年)3月 - 京都府立洛東高等学校卒業。
- 1971年(昭和46年)3月 - 慶應義塾大学経済学部卒業、大和證券入社。
- 1997年(平成9年)6月 - 同社取締役。
- 2001年(平成13年)6月 - 同社専務取締役。
- 2002年(平成14年)6月 - 大和証券SMBC専務取締役。
- 2004年(平成16年)6月 - 大和証券グループ本社取締役兼代表執行役社長CEO　大和証券代表取締役社長。
- 2009年(平成21年) - 2億2700万円の役員報酬を受ける。
- 2011年(平成23年)4月 - 大和証券グループ本社取締役会長兼執行役　大和証券代表取締役会長。
- 2014年(平成26年) - 2億4100万円の役員報酬を受ける[3]。
- 2017年(平成29年)4月 - 大和証券グループ本社取締役最高顧問
- 2017年(平成29年)7月 - 日本証券業協会会長。大和証券グループ本社顧問。
- 2021年 (令和3年)2月 - 東京都顧問[4]。
- 2021年 (令和3年)7月 - 日本証券業協会会長退任。大和証券グループ本社名誉顧問。
- 2022年春の叙勲で旭日大綬章を受章[5][6]。